# Partita para violino No. 2 (Bach)

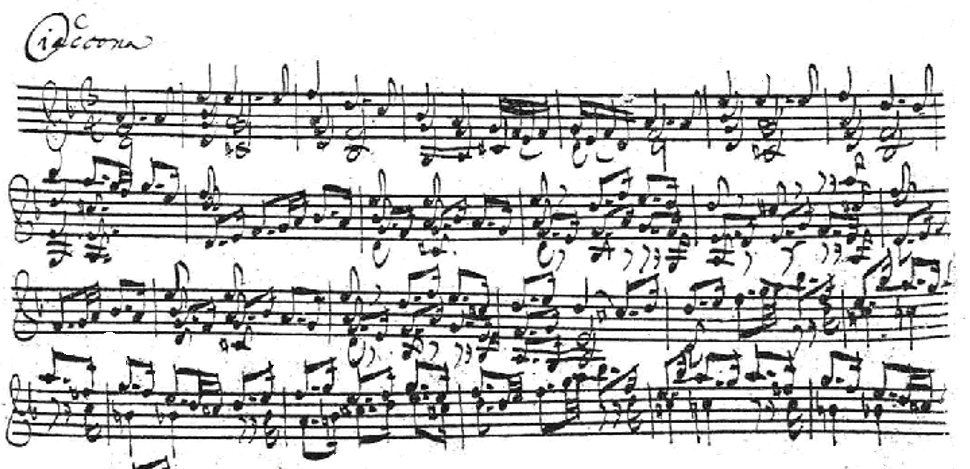
Chacona. Manuscrito de Bach (início).

A Partita em ré menor para violino solo ( BWV 1004) de Johann Sebastian Bach foi escrita entre 1717 e 1720. É parte de seu ciclo composicional chamado Sonatas e Partitas para violino solo .

## Estrutura
A partita contém cinco movimentos:
1. Allemande
2. Courante
3. Sarabanda
4. Giga
5. Chacona

Com exceção da chacona, os movimentos são tipos de dança da época e eles são freqüentemente listados por seus nomes franceses: Allemande, Courante, Sarabande, Gigue e Chaconne . O movimento final é escrito na forma de variações e dura aproximadamente o mesmo tempo que todos os outros movimentos combinados.
O tempo de execução de toda a partita varia entre 26 e 32 minutos, dependendo da abordagem e estilo do artista.

## Fatos interessantes
A professora Helga Thoene sugere que esta partita, e especialmente seu último movimento, foi uma tombeau escrita em memória da primeira esposa de Bach, Maria Barbara Bach (que morreu em 1720), embora essa teoria seja controversa.
Yehudi Menuhin chamou a Chaconne de "a maior estrutura para violino solo que existe". 
O violinista Joshua Bell disse que a Chaconne é "não apenas uma das maiores músicas já escritas mas uma das maiores realizações de qualquer homem na história. É uma peça espiritualmente poderosa, emocionalmente poderosa, estruturalmente perfeita". Ele executou a peça em uma performance de rua na L'Enfant Plaza em uma iniciativa do The Washington Post . 

## Transcrições da Chacona

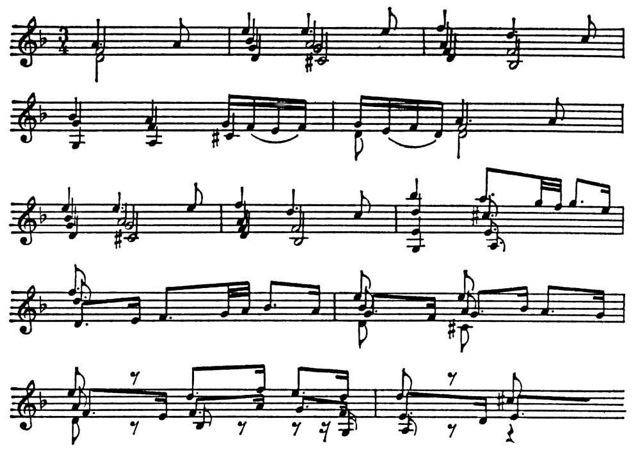
Chacona

### Transcrições para piano
Desde o tempo de Bach, várias transcrições da peça foram feitas para outros instrumentos, particularmente para o piano (incluindo os de Ferruccio Busoni, Alexander Siloti e Joachim Raff ), e para o piano somente com a mão esquerda (de Johannes Brahms e Géza Zichy ) .
Johannes Brahms, em uma carta para Clara Schumann em junho de 1877, falou sobre a chacona: 
Em um pentagrama, para um pequeno instrumento, o homem escreve um mundo inteiro dos pensamentos mais profundos e sentimentos mais poderosos. Se eu imaginasse que poderia ter criado ou até mesmo concebido a peça, tenho certeza de que o excesso de excitação e de experiência devastadora teria me deixado louco .
Felix Mendelssohn e Robert Schumann escreveram acompanhamentos de piano para a peça.
Carl Reinecke transcreveu a peça para dueto de piano.

### Transcrições para órgão
A versão mais antiga para órgão é de William Thomas Best . Outras transcrições são de John Cook, Wilhelm Middelschulte, Walter Henry Goss-Custard (1915-1955) e Henri Messerer (1838-1923).
No prefácio de sua transcrição de 1955, John Cook escreve: "A Chacona é prodigiosamente satisfatória em sua forma original, mas muitos concordam que um único violino só é capaz de sugerir as vastas implicações de grande parte dessa música... Talvez seja razoável supor que Bach teria escolhido o órgão, tivesse ele mesmo transcrito a Chacona, como o instrumento mais adequado à escala de suas idéias... Um bom desempenho no violino pode ser tomado como o melhor guia para a interpretação  no órgão - o dois instrumentos não existem sem seus pontos em comum, e ambos eram amados por Bach ".

### Transcrições para violoncelo
Há uma transcrição da Chacona para violoncelo solo feita pelo violoncelista Johann Sebastian Paetsch em 2015. Ela foi publicada pela Hofmeister Musikverlag em Leipzig.

### Transcrições para violão
A Chacona é frequentemente executada no violão. Marc Pincherle, secretário da Sociedade Francesa de Musicologia em Paris, escreveu em 1930: "Se, no que diz respeito a certas rápidas passagens monódicas, a opinião é dividida entre o violino e o violão como melhor meio, o violão sempre triunfa em passagens polifônicas, isto é, quase ao longo de todo o trabalho. O timbre do violão cria ressonâncias novas e emocionais e gradações dinâmicas insuspeitas naquelas passagens que poderiam ter sido criadas puramente para o violino; como, por exemplo, as variações nos arpejos ". 
A transcrição mais conhecida para violão é a transcrição Segovia . Hoje, muitos guitarristas preferem tocar o Chacona diretamente da partitura do violino. 

### Transcrições para orquestra
Existem várias transcrições da Chacona para orquestras de diferentes tamanhos, incluindo a transcrição de Leopold Stokowski para uma orquestra sinfônica completa. 

### Outras transcrições
Anne Dudley arranjou a Chacona de Bach para trio de piano, e uma gravação deste arranjo, pelos músicos do Eroica Trio, está em seu álbum Baroque.

## Literatura
Em 2005, Joseph C. Mastroianni publicou Chaconne The Novel. Milo, abandonado pelo pai que o apresentou à Chacona, estuda na Espanha há quatro anos para dominar a peça. 
Em 2008, Arnold Steinhardt, solista de violino e primeiro violinista do Quarteto de Cordas Guarneri, publicou Violin Dreams, um livro de memórias sobre sua vida como violinista e sobre seu desafio final: interpretar a Chacona de Bach. 
Em 2017 Márta Ábrahám e Barnabás Dukay publicaram um livro sobre a Chacona de Bach: Trechos da Eternidade - A Purificação do Tempo e do Caráter, a Realização do Amor e da Cooperação com a Vontade Celestial na Chacona para Violino, de Johann Sebastian Bach .